# 西147-149街历史区
西147-149街历史区（West 147th–149th Streets Historic District）是一个美国历史区，位于纽约市哈莱姆区。它包括60座建于1894年至1905年之间的建筑物：58栋廉租公寓，一所学校，以及一个马厩。除马厩外，所有建筑物均为五六层楼高，全部为砖砌立面。大多数都有某种形式的陶瓦装饰，并且都装有金属檐口。早期的建筑反映了罗马复兴风格，其设计灵感来自文艺复兴 和布杂艺术风格。
它于2003年被列入国家史迹名录。